# Leichtathletik-U23-Europameisterschaften 2013
Die 9. Leichtathletik-U23-Europameisterschaften fanden vom 11. bis 14. Juli 2013 im Ratina-Stadion der finnischen Stadt Tampere statt.
997 Athleten (438 weibliche und 559 männliche) aus 45 Ländern waren gemeldet worden.
Der Deutsche Leichtathletik-Verband (DLV) hatte 74 (29 weibliche, 45 männliche) Athleten für die Wettkämpfe nominiert.
Die deutsche Mannschaft erzielte 17 Medaillen (5 × Gold, 6 × Silber, 6 × Bronze) und war mit 184 Punkten hinter Russland das zweitbeste Team in der Nationenwertung.

## Männer

### 100 m
| Platz | Athlet              | Land | Zeit (s) |
| ----- | ------------------- | ---- | -------- |
| 1     | Adam Gemili         | GBR  | 10,20    |
| 2     | Deji Tobais         | GBR  | 10,29    |
| 3     | Hensley Paulina     | NED  | 10,48 PB |
| 4     | Remigiusz Olszewski | POL  | 10,49    |
| 5     | Grzegorz Zimniewicz | POL  | 10,55    |
| 6     | Eduard Viles        | ESP  | 10,55    |
| 7     | Samuel Osewa        | GBR  | 10,58    |
| 8     | Dario Horvat        | CRO  | 10,61    |

### 200 m
| Platz | Athlet          | Land | Zeit (s) |
| ----- | --------------- | ---- | -------- |
| 1     | Karol Zalewski  | POL  | 20,41 PB |
| 2     | Daniel Talbot   | GBR  | 20,46    |
| 3     | Pavel Maslák    | CZE  | 20,49 NR |
| 4     | Adam Gemili     | GBR  | 20,51    |
| 5     | Bruno Hortelano | ESP  | 20,70    |
| 6     | Petar Kremenski | BUL  | 20,85    |
| 7     | David Bolarinwa | GBR  | 20,85    |
| 8     | Jeffrey John    | FRA  | 21,01    |

### 400 m
| Platz | Athlet            | Land | Zeit (s) |
| ----- | ----------------- | ---- | -------- |
| 1     | Lew Mossin        | RUS  | 45,51 PB |
| 2     | Witalij Butrym    | UKR  | 45,88 PB |
| 3     | Nikita Uglow      | RUS  | 46,04 SB |
| 4     | Bram Peters       | NED  | 46,05    |
| 5     | Jurgen Wielart    | NED  | 46,35    |
| 6     | Daniel Němeček    | CZE  | 46,47 SB |
| 7     | Richard Morrissey | IRL  | 46,61    |
| 8     | Sorin Vatamanu    | ROU  | 47,80    |

### 800 m
| Platz | Athlet                | Land | Zeit (min) |
| ----- | --------------------- | ---- | ---------- |
| 1     | Pierre-Ambroise Bosse | FRA  | 1:45,79    |
| 2     | Taras Bybyk           | UKR  | 1:46,20 PB |
| 3     | Amel Tuka             | BIH  | 1:46,29 NR |
| 4     | Andreas Lange         | GER  | 1:46,40    |
| 5     | Alejandro Estévez     | ESP  | 1:47,08 PB |
| 6     | Thijmen Kupers        | NED  | 1:47,15 SB |
| 7     | Daniil Strelnikow     | BIH  | 1:47,38    |
| 8     | Pierre Antoine Balhan | BEL  | 1:47,74 SB |

### 1500 m
| Platz | Athlet             | Land | Zeit (min) |
| ----- | ------------------ | ---- | ---------- |
| 1     | Pieter-Jan Hannes  | BEL  | 3:43,83    |
| 2     | Charlie Grice      | GBR  | 3:44,41    |
| 3     | Alberto Imedio     | ESP  | 3:44,65    |
| 4     | Paul Robinson      | IRL  | 3:45,12    |
| 5     | Timo Benitz        | GER  | 3:45,38    |
| 6     | Filip Ingebrigtsen | NOR  | 3:45,48    |
| 7     | Yimer Getahun      | ISR  | 3:45,64    |
| 8     | Tarik Moukrime     | BEL  | 3:46,46    |

### 5000 m
| Platz | Athlet              | Land | Zeit (min) |
| ----- | ------------------- | ---- | ---------- |
| 1     | Henrik Ingebrigtsen | NOR  | 14:19,39   |
| 2     | Tom Farrell         | GBR  | 14:19,94   |
| 3     | Aitor Fernández     | ESP  | 14:20,65   |
| 4     | Nico Sonnenberg     | GER  | 14:21,37   |
| 5     | Luke Caldwell       | GBR  | 14:23,74   |
| 6     | Iwan Strebkow       | UKR  | 14:26,55   |
| 7     | Szymon Kulka        | POL  | 14:27,64   |
| 8     | Nicolae Soare       | ROU  | 14:27,68   |

### 10.000 m
| Platz | Athlet          | Land | Zeit (min)  |
| ----- | --------------- | ---- | ----------- |
| 1     | Gabriel Navarro | ESP  | 29:43,22    |
| 2     | Nicolae Soare   | ROU  | 29:43,76    |
| 3     | Abdi Hakin Ulad | DEN  | 29:44,78 SB |
| 4     | Shane Quinn     | IRL  | 29:49,43 PB |
| 5     | Jurij Wychopen  | UKR  | 29:52,94    |
| 6     | Igor Maximow    | RUS  | 29:53,05    |
| 7     | Dmytro Siruk    | UKR  | 29:53,07    |
| 8     | Mats Lunders    | BEL  | 29:59,37    |

### 20 km Gehen
| Platz | Athlet              | Land | Zeit (h)   |
| ----- | ------------------- | ---- | ---------- |
| 1     | Alexander Iwanow    | RUS  | 1:21:34 PB |
| 2     | Hagen Pohle         | GER  | 1:25:04    |
| 3     | Massimo Stano       | ITA  | 1:25:25 PB |
| 4     | Oleksandr Werbyzkji | UKR  | 1:26:01    |
| 5     | Ihor Ljaschtschenko | UKR  | 1:26:43    |
| 6     | Lukáš Gdula         | CZE  | 1:27:10    |
| 7     | Iván Pajuelo        | ESP  | 1:28:06    |
| 8     | Nils Brembach       | GER  | 1:28:27    |

Dem ursprünglichen Sieger Pjotr Bogatyrew aus Russland wurde die Medaille wegen Dopings aberkannt.

### 110 m Hürden
| Platz | Athlet             | Land | Zeit (s) |
| ----- | ------------------ | ---- | -------- |
| 1     | Simon Krauss       | FRA  | 13,55 PB |
| 2     | Koen Smet          | NED  | 13,58 PB |
| 3     | Gregor Traber      | GER  | 13,66    |
| 4     | Vladimir Vukicevic | NOR  | 13,74    |
| 5     | James Gladman      | GBR  | 13,75    |
| 6     | Dario De Borger    | BEL  | 13,79 SB |
| 7     | Aljaksandr Linnik  | BLR  | 13,82    |
| 8     | Milan Traikovits   | CYP  | 14,22    |

### 400 m Hürden
| Platz | Athlet           | Land | Zeit (min) |
| ----- | ---------------- | ---- | ---------- |
| 1     | Emir Bekrić      | SRB  | 48,76 NR   |
| 2     | Sebastian Rodger | GBR  | 49,19 PB   |
| 3     | Rasmus Mägi      | EST  | 49,19 NR   |
| 4     | Niall Flannery   | GBR  | 49,76      |
| 5     | Michal Brož      | CZE  | 49,78 PB   |
| 6     | Varg Königsmark  | GER  | 49,90 SB   |
| 7     | Øyvind Kjerpeset | NOR  | 50,01      |
| 8     | Thomas Barr      | IRL  | 50,14      |

### 3000 m Hindernis
| Platz | Athlet                 | Land | Zeit (min) |
| ----- | ---------------------- | ---- | ---------- |
| 1     | Abdelaziz Merzougui    | ESP  | 8:34,64    |
| 2     | Giuseppe Gerratana     | ITA  | 8:35,55 PB |
| 3     | Tanguy Pepiot          | FRA  | 8:38,07 SB |
| 4     | Romain Collenot-Spriet | FRA  | 8:41,92    |
| 5     | Kaur Kivistik          | EST  | 8:42,98 SB |
| 6     | Benjámin Szalai        | HUN  | 8:43,65 PB |
| 7     | Fernando Carro         | ESP  | 8:45,62    |
| 8     | Djilali Bedrani        | FRA  | 8:46,11    |

### 4 × 100-m-Staffel
| Platz | Land                   | Athleten                                                                      | Zeit (min)   |
| ----- | ---------------------- | ----------------------------------------------------------------------------- | ------------ |
| 1     | Vereinigtes Königreich | Deji Tobais Daniel Talbot Dannish Walker-Khan Adam Gemili                     | 38,77 CR AUR |
| 2     | Polen                  | Remigiusz Olszewski Przemysław Słowikowski Karol Zalewski Grzegorz Zimniewicz | 38,81        |
| 3     | Spanien                | Eduard Viles Adrià Burriel Bruno Hortelano Eusebio Cáceres                    | 38,87 NUR    |
| 4     | Deutschland            | Yannick Hoecker Patrick Domogala Roy Schmidt Robin Erewa                      | 38,88 NUR    |
| 5     | Tschechien             | Jan Jirka Lukáš Šťastný Pavel Maslák Michal Desenský                          | 39,23 NUR    |
| 6     | Frankreich             | Jean-Baptiste Formet Aurel Manga Jeffrey John Ken Romain                      | 39,46        |
| 7     | Italien                | Federico Cattaneo Francesco Basciani Giacomo Tortu Giovanni Galbieri          | 39,55        |
| 8     | Schweden               | David Sennung Benjamin Olsson Joel Groth Jan Wocalewski                       | 39,58 NUR    |

### 4 × 400-m-Staffel
| Platz | Land        | Athleten                                                           | Zeit (min)  |
| ----- | ----------- | ------------------------------------------------------------------ | ----------- |
| 1     | Russland    | Lew Mossin Denis Nesmaschnji Artem Waschow Nikita Uglow            | 3:04,63     |
| 2     | Belgien     | Seppe Thijs Dylan Borlée Stef Vanhaeren Julien Watrin              | 3:04,90     |
| 3     | Italien     | Vito Incantalupo Lorenzo Valentini Marco Lorenzi Michele Tricca    | 3:05,10     |
| 4     | Deutschland | Philipp Kleemann Johannes Trefz Benedikt Wiesend Stefan Gorol      | 3:05,24     |
| 5     | Spanien     | Bertrán Alcaraz Juan Manuel García Samuel García Bruno Hortelano   | 3:05,28 NUR |
| 6     | Tschechien  | Michal Desenský Pavel Maslák Patrik Šorm Daniel Němeček            | 3:05,82     |
| 7     | Niederlande | Bram Peters Thijmen Kupers Jesper Arts Jelle Venema                | 3:07,47     |
| 8     | Ukraine     | Dmytro Bespamjatnij Taras Bybyk Anatolij Sinjanskij Witalij Butrym | 3:20,10     |

### Hochsprung
| Platz | Athlet            | Land | Höhe (m) |
| ----- | ----------------- | ---- | -------- |
| 1     | Douwe Amels       | NED  | 2,28 NUR |
| 2     | Daniil Zyplakow   | RUS  | 2,28     |
| 3     | Adonios Mastoras  | GRE  | 2,26 PB  |
| 3     | Allan Smith       | GBR  | 2,26 PB  |
| 5     | Mateusz Przybylko | GER  | 2,24 PB  |
| 6     | Ilja Iwanjuk      | RUS  | 2,21     |
| 7     | Chris Baker       | GBR  | 2,21     |
| 8     | Arzem Naumowitsch | BLR  | 2,18     |

### Stabhochsprung
| Platz | Athlet                 | Land | Höhe (m) |
| ----- | ---------------------- | ---- | -------- |
| 1     | Anton Iwakin           | RUS  | 5,60     |
| 2     | Robert Sobera          | POL  | 5,60     |
| 3     | Valentin Lavillenie    | FRA  | 5,50     |
| 3     | Daniel Clemens         | GER  | 5,50 =PB |
| 5     | Panayiotis Laskaris    | GRE  | 5,40 =PB |
| 6     | Stanley Joseph         | FRA  | 5,40 =SB |
| 7     | Claudio Michel Stecchi | ITA  | 5,30     |
| 8     | Jax Thoirs             | GBR  | 5,30     |

### Weitsprung
| Platz | Athlet                 | Land | Weite (m) |
| ----- | ---------------------- | ---- | --------- |
| 1     | Eusebio Cáceres        | ESP  | 8,37 CR   |
| 2     | Sergei Morgunow        | RUS  | 8,01      |
| 3     | Kirill Sucharew        | RUS  | 7,90      |
| 4     | Taras Neledwa          | UKR  | 7,79      |
| 5     | Jeroen Vanmulder       | BEL  | 7,79 =PB  |
| 6     | Tomasz Jaszczuk        | POL  | 7,77      |
| 6     | Dino Pervan            | CRO  | 7,77      |
| 8     | Aljaksej Tschyhareuski | BLR  | 7,60      |

### Dreisprung
| Platz | Athlet                 | Land | Weite (m) |
| ----- | ---------------------- | ---- | --------- |
| 1     | Alexei Fjodorow        | RUS  | 17,13 SB  |
| 2     | Gaëtan Saku Bafuanga   | FRA  | 16,57     |
| 3     | Artem Primak           | RUS  | 16,49     |
| 4     | Aboubacar Bamba        | FRA  | 16,42     |
| 5     | Alexander Jurtschenko  | RUS  | 16,33     |
| 6     | Alexandru George Baciu | ROU  | 16,33 =SB |
| 7     | Kevin Luron            | FRA  | 16,19 SB  |
| 8     | Pablo Torrijos         | ESP  | 16,06     |

### Kugelstoßen
| Platz | Athlet              | Land | Weite (m) |
| ----- | ------------------- | ---- | --------- |
| 1     | Jakub Szyszkowski   | POL  | 19,78     |
| 2     | Dominik Witczak     | POL  | 19,63 PB  |
| 3     | Michail Abramtschuk | BLR  | 19,42     |
| 4     | Zane Duquemin       | GBR  | 19,19 PB  |
| 5     | Tomáš Staněk        | CZE  | 19,18     |
| 6     | Martin Novák        | CZE  | 18,98     |
| 7     | Arttu Kangas        | FIN  | 18,94 PB  |
| 8     | Šarūnas Banevičius  | LTU  | 18,75     |

### Diskuswurf
| Platz | Athlet              | Land | Weite (m) |
| ----- | ------------------- | ---- | --------- |
| 1     | Andrius Gudžius     | LTU  | 62,40 SB  |
| 2     | Wiktor Butenko      | RUS  | 62,27     |
| 3     | Danijel Furtula     | MNE  | 61,61     |
| 4     | Daniel Ståhl        | SWE  | 61,29 SB  |
| 5     | Philip Milanov      | BEL  | 59,06     |
| 6     | Michael Salzer      | GER  | 58,63     |
| 7     | Lukas Weißhaidinger | AUT  | 65,97     |
| 8     | David Wrobel        | GER  | 57,25     |

### Hammerwurf
| Platz | Athlet                 | Land | Weite (m) |
| ----- | ---------------------- | ---- | --------- |
| 1     | Sachar Machrossenka    | BLR  | 74,63     |
| 2     | Ákos Hudi              | HUN  | 74,06     |
| 3     | Quentin Bigot          | FRA  | 74,00     |
| 4     | Simone Falloni         | ITA  | 72,43 PB  |
| 5     | Serghei Marghiev       | MDA  | 72,08     |
| 6     | Conor McCullough       | IRL  | 71,49 SB  |
| 7     | Jewgeni Korotowski     | RUS  | 69,40     |
| 8     | Alexandros Poursanidis | CYP  | 67,92 NUR |

### Speerwurf
| Platz | Athlet              | Land | Weite (m) |
| ----- | ------------------- | ---- | --------- |
| 1     | Zigismunds Sirmais  | LAT  | 82,77 SB  |
| 2     | Bernhard Seifert    | GER  | 82,42     |
| 3     | Thomas Röhler       | GER  | 81,74     |
| 4     | Rolands Štrobinders | LAT  | 78,71     |
| 5     | Krzysztof Szalecki  | POL  | 78,08 PB  |
| 6     | Dejan Mileusnić     | BIH  | 77,65     |
| 7     | Sami Peltomäki      | FIN  | 76,77     |
| 8     | Toni Sirviö         | FIN  | 74,01     |

### Zehnkampf
| Platz | Athlet                  | Land | Punkte  |
| ----- | ----------------------- | ---- | ------- |
| 1     | Kai Kazmirek            | GER  | 8366 PB |
| 2     | Ilja Schkurenjow        | RUS  | 8279 SB |
| 3     | Adam Sebastian Helcelet | CZE  | 8252 PB |
| 4     | Ashley Bryant           | GBR  | 8070 PB |
| 5     | Fabian Rosenquist       | SWE  | 7738 PB |
| 6     | Jérémy Lelièvre         | FRA  | 7680    |
| 7     | Niels Pittomvils        | BEL  | 7644 PB |
| 8     | Marek Lukáš             | CZE  | 7606    |

## Frauen

### 100 m
| Platz | Athletin            | Land | Zeit (s) |
| ----- | ------------------- | ---- | -------- |
| 1     | Dafne Schippers     | NED  | 11,13    |
| 2     | Jodie Williams      | GBR  | 11,42    |
| 3     | Tatjana Pinto       | GER  | 11,50    |
| 4     | Mujinga Kambundji   | SUI  | 11,55    |
| 5     | Rachel Johncock     | GBR  | 11,68    |
| 6     | Barbora Procházková | CZE  | 11,75    |
| 7     | Irene Siragusa      | ITA  | 11,78    |
| 8     | Daniella Busk       | SWE  | 11,86    |

### 200 m
| Platz | Athletin            | Land | Zeit (s) |
| ----- | ------------------- | ---- | -------- |
| 1     | Jodie Williams      | GBR  | 22,92 SB |
| 2     | Lénora Guion-Firmin | FRA  | 22,96 PB |
| 3     | Gloria Hooper       | ITA  | 23,24    |
| 4     | Ashleigh Nelson     | GBR  | 23,25 PB |
| 5     | Mujinga Kambundji   | SUI  | 23,46 SB |
| 6     | Natalija Strohowa   | UKR  | 23,51    |
| 7     | Jennifer Galais     | FRA  | 23,56    |
|       | Bianca Williams     | GBR  | DNF      |

### 400 m
| Platz | Athletin            | Land | Zeit (s) |
| ----- | ------------------- | ---- | -------- |
| 1     | Lénora Guion-Firmin | FRA  | 51,68 PB |
| 2     | Mirela Lavric       | ROU  | 52,06 PB |
| 3     | Justyna Święty      | POL  | 52,22 PB |
| 4     | Małgorzata Hołub    | POL  | 52,28 PB |
| 5     | Adelina Pastor      | ROU  | 52,44 PB |
| 6     | Madiea Ghafoor      | NED  | 52,52    |
| 7     | Julija Jurenja      | BLR  | 52,66 PB |
| 8     | Lisanne de Witte    | NED  | 53,97    |

### 800 m
| Platz | Athletin              | Land | Zeit (min) |
| ----- | --------------------- | ---- | ---------- |
| 1     | Mirela Lavric         | ROU  | 2:01,56 SB |
| 2     | Olha Ljachowa         | UKR  | 2:01,90    |
| 3     | Selina Büchel         | SUI  | 2:02,74 PB |
| 4     | Ajwika Malanowa       | RUS  | 2:03,28    |
| 5     | Justine Fedronic      | FRA  | 2:04,49    |
| 6     | Anastassija Tkatschuk | UKR  | 2:05,22    |
| 7     | Lovisa Lindh          | SWE  | 2:08,99    |
| 8     | Joanna Jóźwik         | POL  | 2:15,22    |

### 1500 m
| Platz | Athletin          | Land | Zeit (min)    |
| ----- | ----------------- | ---- | ------------- |
| 1     | Amela Terzić      | SRB  | 4:05,69 CR NR |
| 2     | Corinna Harrer    | GER  | 4:07,71       |
| 3     | Laura Muir        | GBR  | 4:08,19       |
| 4     | Ioana Doagă       | ROU  | 4:08,80 PB    |
| 5     | Giulia Viola      | ITA  | 4:11,61       |
| 6     | Ajwika Malanowa   | RUS  | 4:12,99       |
| 7     | Anna Schtschagina | RUS  | 4:15,38       |
| 8     | Elif Karabulut    | TUR  | 4:19,87       |

### 5000 m
| Platz | Athletin               | Land | Zeit (min)  |
| ----- | ---------------------- | ---- | ----------- |
| 1     | Layes Abdullayeva      | AZE  | 15:51,72    |
| 2     | Kate Avery             | GBR  | 15:54,07    |
| 3     | Liv Westphal           | FRA  | 16:08,85    |
| 4     | Monica Madalina Florea | ROU  | 16:12,61    |
| 5     | Jamie van Lieshout     | NED  | 16:14,48    |
| 6     | Tania Carretero        | ESP  | 16:14,82 PB |
| 7     | Irene van Lieshout     | NED  | 16:19,30 PB |
| 8     | Monika Juodeškaitė     | LTU  | 16:22,46    |

Der ursprüngliche Siegerin, Gamze Bulut aus der Türkei, wurde die Goldmedaille wegen Dopings 2017 aberkannt. Auch die Viertplatzierte Tsenynesh Tsenga wurde im Nachhinein disqualifiziert.

### 10.000 m
| Platz | Athletin               | Land | Zeit (min)  |
| ----- | ---------------------- | ---- | ----------- |
| 1     | Gulschat Faslitdinowa  | RUS  | 32:53,93    |
| 2     | Wiktorija Chapilina    | UKR  | 33:56,85    |
| 3     | Anastasia Karakatsani  | GRE  | 33:57,74 PB |
| 4     | Tania Carretero        | ESP  | 34:02,62 PB |
| 5     | Burcu Büyükbezgin      | TUR  | 34:37,62 PB |
| 6     | Réka Czebei            | HUN  | 34:59,41 SB |
| 7     | Ionela Ecaterina Dinca | ROU  | 35:02,76 PB |
| 8     | Sara Galimberti        | ITA  | 35:15,65 PB |

### 20 km Gehen
| Platz | Athletin            | Land | Zeit (h)   |
| ----- | ------------------- | ---- | ---------- |
| 1     | Swetlana Wassiljewa | RUS  | 1:30:07    |
| 2     | Ljudmyla Oljanowska | UKR  | 1:30:37    |
| 3     | Antonella Palmisano | ITA  | 1:30:59 PB |
| 4     | Natalja Tarasowa    | RUS  | 1:31:50    |
| 5     | Nina Ochotnikowa    | RUS  | 1:33:20    |
| 6     | Darja Balkunez      | BLR  | 1:34:52    |
| 7     | Federica Curiazzi   | ITA  | 1:37:34 PB |
| 8     | Inès Pastorino      | FRA  | 1:38:04 SB |

### 100 m Hürden
| Platz | Athletin             | Land | Zeit (s) |
| ----- | -------------------- | ---- | -------- |
| 1     | Isabelle Pedersen    | NOR  | 13,12    |
| 2     | Karolina Kołeczek    | POL  | 13,30    |
| 3     | Nooralotta Neziri    | FIN  | 13,39    |
| 4     | Urszula Bhebhe       | POL  | 13,42    |
| 5     | Jenna Pletsch        | GER  | 13,44 SB |
| 6     | Jekaterina Bljoskina | RUS  | 13,48 SB |
| 7     | Ivana Lončarek       | CRO  | 13,66    |
| 8     | Lotta Harala         | FIN  | 13,76    |

### 400 m Hürden
| Platz | Athletin               | Land | Zeit (min) |
| ----- | ---------------------- | ---- | ---------- |
| 1     | Wera Rudakowa          | RUS  | 55,92 PB   |
| 2     | Bianca Baak            | NED  | 56,75 PB   |
| 3     | Anastassija Lebid      | UKR  | 56,92      |
| 4     | Aurélie Chaboudez      | FRA  | 57,13      |
| 5     | Joanna Banach          | POL  | 57,27 PB   |
| 6     | Klaudia Żurek          | POL  | 58,24      |
| 7     | Frederike Hogrebe      | GER  | 58,52      |
| 8     | Agnieszka Karczmarczyk | POL  | 58,55      |

### 3000 m Hindernis
| Platz | Athletin              | Land | Zeit (min)  |
| ----- | --------------------- | ---- | ----------- |
| 1     | Gesa Felicitas Krause | GER  | 9:38,91 CR  |
| 2     | Jekaterina Sokolenko  | RUS  | 9:49,34     |
| 3     | Ewdokija Bukina       | RUS  | 10:03,41    |
| 4     | Maria Borglund        | SWE  | 10:13,02    |
| 5     | Cécile Chevillard     | FRA  | 10:21,82    |
| 6     | Sofie Lövdahl         | SWE  | 10:21,91 PB |
| 7     | Camilla Richardsson   | FIN  | 10:24,69    |
| 8     | Cléa Formaz           | SUI  | 10:27,76    |

### 4 × 100-m-Staffel
| Platz | Land | Athletinnen                                                     | Zeit (s)  |
| ----- | ---- | --------------------------------------------------------------- | --------- |
| 1     | GER  | Luise Hollender Leena Günther Tatjana Pinto Katharina Grompe    | 43,29 CR  |
| 2     | GBR  | Annie Tagoe Corinne Humphreys Rachel Johncock Jodie Williams    | 43,83     |
| 3     | ITA  | Laura Gamba Irene Siragusa Martina Amidei Gloria Hooper         | 43,86 NUR |
| 4     | NED  | Loreanne Kuhurima Dafne Schippers Madiea Ghafoor Jamile Samuel  | 44,18     |
| 5     | CZE  | Lucie Domská Barbora Procházková Petra Urbánková Marta Chabrová | 44,43 NUR |
| 6     | SWE  | Elin Östlund Hanna Adriansson Daniella Busk Caroline Sandsjoe   | 44,79 SB  |
| 7     | FIN  | Jenni Jokinen Maria Räsänen Jonna Berghem Emmi Mäkinen          | 44,86     |
|       | BEL  | Cynthia Bolingo Mbongo Sarah Rutjens Imke Vervaet Hanne Claes   | DSQ       |

### 4 × 400-m-Staffel
| Platz | Land       | Athletinnen                                                                 | Zeit (min)  |
| ----- | ---------- | --------------------------------------------------------------------------- | ----------- |
| 1     | Polen      | Magdalena Gorzkowska Małgorzata Hołub Agnieszka Karczmarczyk Justyna Święty | 3:29,74 NUR |
| 2     | Rumänien   | Camelia Florina Gal Mirela Lavric Sanda Belgyan Adelina Pastor              | 3:30,28 NUR |
| 3     | Frankreich | Lénora Guion-Firmin Justine Fedronic Louise-Anne Bertheau Agnès Raharolahy  | 3:30,64     |
| 4     | Ukraine    | Anastassija Lebid Natalija Strohowa Olha Ljachowa Anastassija Tkatschuk     | 3:31,14     |
| 5     | Russland   | Marija Michailjuk Roxana Jurkowa Wiktorija Korotkich Natalja Danilowa       | 3:32,32     |
|       | Italien    | Marta Maffioletti Valentina Zappa Clelia Calcagno Flavia Battaglia          | DSQ         |

### Hochsprung
| Platz | Athletin            | Land | Höhe (m)    |
| ----- | ------------------- | ---- | ----------- |
| 1     | Alessia Trost       | ITA  | 1,98 CR NUR |
| 2     | Airinė Palšytė      | LTU  | 1,92 =SB    |
| 3     | Oxana Krasnokuzkaja | RUS  | 1,90 =PB    |
| 4     | Isobel Pooley       | GBR  | 1,90 =PB    |
| 5     | Nele Hollmann       | GER  | 1,87 PB     |
| 6     | Eleriin Haas        | EST  | 1,90 SB     |
| 7     | Hanne van Hessche   | BEL  | 1,87 =PB    |
| 8     | Chiara Vitobello    | ITA  | 1,87 SB     |

### Stabhochsprung
| Platz | Athletin                | Land | Höhe (m)   |
| ----- | ----------------------- | ---- | ---------- |
| 1     | Angelina Schuk-Krasnowa | RUS  | 4,70 CR PB |
| 2     | Anschelika Sidorowa     | RUS  | 4,60 PB    |
| 3     | Angelica Bengtsson      | SWE  | 4,55 SB    |
| 4     | Joana Kraft             | GER  | 4,40 =PB   |
| 5     | Marion Fiack            | FRA  | 4,30       |
| 6     | Ljudmila Jerjomina      | RUS  | 4,25       |
| 7     | Anna Felzmann           | GER  | 4,25       |
| 8     | Alessandra Lazzari      | ITA  | 4,25 PB    |

### Weitsprung
| Platz | Athletin             | Land | Weite (m) |
| ----- | -------------------- | ---- | --------- |
| 1     | Lena Malkus          | GER  | 6,76 PB   |
| 2     | Kristina Hryschutina | UKR  | 6,61 SB   |
| 3     | Dafne Schippers      | NED  | 6,59 PB   |
| 4     | Polina Jurtschenko   | RUS  | 6,49      |
| 5     | Alina Rotaru         | ROU  | 6,47      |
| 6     | Dariya Derkach       | ITA  | 6,45      |
| 7     | Fanni Schmelcz       | HUN  | 6,35      |
| 8     | Marina Kraushofer    | AUT  | 6,29 SB   |

### Dreisprung
| Platz | Athletin           | Land | Weite (m) |
| ----- | ------------------ | ---- | --------- |
| 1     | Gabriela Petrowa   | BUL  | 13,91 PB  |
| 2     | Dariya Derkach     | ITA  | 13,56     |
| 3     | Maja Bratkic       | SLO  | 13,52     |
| 4     | Hanna Aleksandrowa | UKR  | 13,46 =SB |
| 5     | Jana Borodina      | RUS  | 13,45     |
| 6     | Iryna Waskouskaja  | BLR  | 13,35     |
| 7     | Santa Matule       | LAT  | 13,18     |
| 8     | Neele Eckhardt     | GER  | 13,16     |

### Kugelstoßen
| Platz | Athletin            | Land | Weite (m) |
| ----- | ------------------- | ---- | --------- |
| 1     | Olha Holodna        | UKR  | 18,11 PB  |
| 2     | Shanice Craft       | GER  | 17,29 PB  |
| 3     | Lena Urbaniak       | GER  | 16,98     |
| 4     | Valentina Mužarić   | CRO  | 16,70     |
| 5     | Paulina Guba        | POL  | 16,57     |
| 6     | Magdalena Żebrowska | POL  | 16,38 PB  |
| 7     | Anna Wloka          | POL  | 16,35     |
| 8     | Sara Gambetta       | GER  | 16,21     |

### Diskuswurf
| Platz | Athletin                  | Land | Weite (m) |
| ----- | ------------------------- | ---- | --------- |
| 1     | Anna Rüh                  | GER  | 61,45     |
| 2     | Shanice Craft             | GER  | 58,64     |
| 3     | Irina Rodrigues           | POR  | 56,80     |
| 4     | Kristin Pudenz            | GER  | 55,31     |
| 5     | Chrysoula Anagnostopoulou | GRE  | 55,05     |
| 6     | Andżelika Przybylska      | POL  | 53,86     |
| 7     | Jitka Kubelová            | CZE  | 53,58     |
| 8     | Androniki Lada            | CYP  | 52,57     |

### Hammerwurf
| Platz | Athletin            | Land | Weite (m) |
| ----- | ------------------- | ---- | --------- |
| 1     | Sophie Hitchon      | GBR  | 70,72     |
| 2     | Barbara Špiler      | SLO  | 69,69     |
| 3     | Alexia Sedykh       | FRA  | 66,67     |
| 4     | Fruzsina Fertig     | HUN  | 66,28     |
| 5     | Jelisaweta Zarewa   | RUS  | 66,23     |
| 6     | Alena Nawahrodskaja | BLR  | 66,10 SB  |
| 7     | Eleni Larsson       | SWE  | 64,88     |
| 8     | Elisa Magni         | ITA  | 62,96 PB  |

### Speerwurf
| Platz | Athletin         | Land | Weite (m) |
| ----- | ---------------- | ---- | --------- |
| 1     | Līna Mūze        | LAT  | 58,61     |
| 2     | Sarah Mayer      | GER  | 55,43     |
| 3     | Marija Vučenović | SRB  | 54,43     |
| 4     | Jenni Kangas     | FIN  | 54,11     |
| 5     | Desirée Schwarz  | GER  | 53,72     |
| 6     | Sanni Utriainen  | FIN  | 53,59     |
| 7     | Gundega Grīva    | LAT  | 53,23     |
| 8     | Piia Pyykkinen   | FIN  | 51,74     |

### Siebenkampf
| Platz | Athletin                  | Land | Punkte  |
| ----- | ------------------------- | ---- | ------- |
| 1     | Katarina Johnson-Thompson | GBR  | 6215    |
| 2     | Kira Biesenbach           | GER  | 5946    |
| 3     | Anastassija Mochnjuk      | UKR  | 5898    |
| 4     | Lisa Linnell              | SWE  | 5888 PB |
| 5     | Ivona Dadic               | AUT  | 5874 SB |
| 6     | Carolin Schäfer           | GER  | 5809    |
| 7     | Xénia Krizsán             | HUN  | 5770    |
| 8     | Laura Arteil              | FRA  | 5703    |

## Abkürzungen
| - WR = Weltrekord - WJR = Juniorenweltrekord - OR = olympischer Rekord - YOR = olympischer Jugendrekord - AR = Kontinentalrekord - AJR = Juniorenkontinentalrekord - NR = nationaler Rekord - NJR = nationaler Juniorenrekord - CR = Meisterschaftsrekord - MR = Veranstaltungsrekord | - WB = Weltbestleistung - WJB = Juniorenweltbestleistung - WYB = Jugendweltbestleistung - AB = Kontinentbestleistung - AJB = Juniorenkontinentalbestleistung - AYB = Jugendkontinentalbestleistung - NB = nationale Bestleistung - NJB = nationale Juniorenbestleistung - NYB = nationale Jugendbestleistung | - PB = persönliche Bestleistung - SB = persönliche Saisonbestleistung - QB = Qualifikationsbestleistung - WL = Weltjahresbestleistung - WJL = Juniorenweltjahresbestleistung - WYL = Jugendweltjahresbestleistung - DSQ = disqualifiziert (engl. Disqualified) - DNS = Wettkampf nicht angetreten (engl. Did Not Start) - DNF = Wettkampf nicht beendet (engl. Did Not Finish) |

## Medaillenspiegel
| Medaillenspiegel Endstand nach 44 Entscheidungen | Medaillenspiegel Endstand nach 44 Entscheidungen | Medaillenspiegel Endstand nach 44 Entscheidungen | Medaillenspiegel Endstand nach 44 Entscheidungen | Medaillenspiegel Endstand nach 44 Entscheidungen | Medaillenspiegel Endstand nach 44 Entscheidungen |
| Platz                                            | Land                                             | Gold                                             | Silber                                           | Bronze                                           | Gesamt                                           |
| ------------------------------------------------ | ------------------------------------------------ | ------------------------------------------------ | ------------------------------------------------ | ------------------------------------------------ | ------------------------------------------------ |
| 1                                                | Russland                                         | 9                                                | 7                                                | 5                                                | 21                                               |
| 2                                                | Vereinigtes Königreich                           | 5                                                | 7                                                | 3                                                | 15                                               |
| 3                                                | Deutschland                                      | 5                                                | 6                                                | 6                                                | 17                                               |
| 4                                                | Polen                                            | 3                                                | 4                                                | 1                                                | 8                                                |
| 5                                                | Frankreich                                       | 3                                                | 2                                                | 5                                                | 10                                               |
| 6                                                | Spanien                                          | 3                                                | 0                                                | 3                                                | 6                                                |
| 7                                                | Niederlande                                      | 2                                                | 2                                                | 2                                                | 6                                                |
| 8                                                | Serbien                                          | 2                                                | 0                                                | 1                                                | 3                                                |
| 9                                                | Lettland                                         | 2                                                | 0                                                | 0                                                | 2                                                |
| 9                                                | Norwegen                                         | 2                                                | 0                                                | 0                                                | 2                                                |
| 11                                               | Ukraine                                          | 1                                                | 6                                                | 2                                                | 9                                                |
| 12                                               | Rumänien                                         | 1                                                | 3                                                | 0                                                | 4                                                |
| 13                                               | Italien                                          | 1                                                | 2                                                | 4                                                | 7                                                |
| 14                                               | Belgien                                          | 1                                                | 1                                                | 0                                                | 2                                                |
| 14                                               | Litauen                                          | 1                                                | 1                                                | 0                                                | 2                                                |
| 16                                               | Belarus                                          | 1                                                | 0                                                | 1                                                | 2                                                |
| 17                                               | Bulgarien                                        | 1                                                | 0                                                | 0                                                | 1                                                |
| 17                                               | Türkei                                           | 1                                                | 0                                                | 0                                                | 1                                                |
| 19                                               | Slowenien                                        | 0                                                | 1                                                | 1                                                | 2                                                |
| 20                                               | Aserbaidschan                                    | 0                                                | 1                                                | 0                                                | 1                                                |
| 20                                               | Ungarn                                           | 0                                                | 1                                                | 0                                                | 1                                                |
| 22                                               | Griechenland                                     | 0                                                | 0                                                | 2                                                | 2                                                |
| 22                                               | Tschechien                                       | 0                                                | 0                                                | 2                                                | 2                                                |
| 24                                               | Bosnien und Herzegowina                          | 0                                                | 0                                                | 1                                                | 1                                                |
| 24                                               | Dänemark                                         | 0                                                | 0                                                | 1                                                | 1                                                |
| 24                                               | Estland                                          | 0                                                | 0                                                | 1                                                | 1                                                |
| 24                                               | Finnland                                         | 0                                                | 0                                                | 1                                                | 1                                                |
| 24                                               | Montenegro                                       | 0                                                | 0                                                | 1                                                | 1                                                |
| 24                                               | Portugal                                         | 0                                                | 0                                                | 1                                                | 1                                                |
| 24                                               | Schweden                                         | 0                                                | 0                                                | 1                                                | 1                                                |
| 24                                               | Schweiz                                          | 0                                                | 0                                                | 1                                                | 1                                                |
| 31                                               | Gesamt                                           | 44                                               | 44                                               | 46                                               | 134                                              |